# Deepolis
『Deepolis』（ディーポリス）とはドイツのBigpoint社が開発した、3Dオンラインブラウザゲームである。
2008年12月17日にリリースされ、20か国語でサービスが提供されている（2009年11月現在）。
German Developer PrizeのBest browser game in 2009部門とKGC Award 2009にノミネート。Red dot design award (Communication Design) 2009のDigital Games部門で受賞。
日本では、Wazap!が2010年1月27日より、ブランコ（エムゲームジャパン運営のブラウザゲーム専門ポータルサイト）が2010年7月21日よりBigpoint社と提携してサービスを開始。
なお、Deepolis公式サイトから直接ユーザー登録をしてプレイすることも可能である。

## 概要
プレイヤーは潜水艦司令官となって、3Dの深海で様々なクエストを解いたり、他のプレイヤーやNPC（モンスター）を撃沈し、経験値（EP）を集めてレベルアップを目指す。
クランをつくることができ、協力してPVP（対人戦）やPVE（対モンスター戦）をすることができる。
トーナメントで優勝すれば、最高賞金10,000ドルを獲得することができる。
誰でもトーナメントに参加することができ、他のプレイヤーとスペシャル・ジャックポット・バトルマップで戦うことになる。
掛金のジャックポットドルはゲーム内の漂流物から集めることができる。
10,000ドルものジャックポットドルを集められなくとも、トーナメントで優勝すれば集めた分だけのドルは獲得できる。

## 料金
基本的には無料で遊べるが、より強力な潜水艦、武器、装備、弾薬などのエリートアイテムを "Helix" という課金ポイントで買うことができる。
Helixは有料になるが、クエストを解いたり、NPCを倒したり、漂流物から無料で得ることもできる。
Helixの他に"Cel"と呼ばれるポイントもある。Celは漂流物を回収したり、NPCを倒したり、基地間で交易をすることで得ることができる。
Celはゲーム内でアイテムを購入する他に、マリーナでのオークション入札に使うこともできる。したがって、課金ポイント無しでエリートアイテムを手に入れることも可能である。
潜水艦の修理費を安くすませたかったり、他のプレイヤーよりも有利な立場に立ちたい人は、プレミアムパック（6か月・12か月）を購入することもできる。
その他にも、様々なエクストラパッケージを買うことができる。

## 動作環境
DeepolisのクライアントはAdobe Flashをベースにしている。したがって、Adobe Flashをサポートしているブラウザであれば遊ぶことができる。
推奨ブラウザはInternet Explorer 6以上またはFirefox2以上。Google Chromeはゲーム内で不具合が発生するため使用できない（2010年8月現在）。